# Tarnowo Podgórne (gromada)
Tarnowo Podgórne – dawna gromada, czyli najmniejsza jednostka podziału terytorialnego Polskiej Rzeczypospolitej Ludowej w latach 1954–1972.
Gromady, z gromadzkimi radami narodowymi (GRN) jako organami władzy najniższego stopnia na wsi, funkcjonowały od reformy reorganizującej administrację wiejską przeprowadzonej jesienią 1954 do momentu ich zniesienia z dniem 1 stycznia 1973, tym samym wypierając organizację gminną w latach 1954–1972.
Gromadę Tarnowo Podgórne z siedzibą GRN w Tarnowie Podgórnym utworzono – jako jedną z 8759 gromad na obszarze Polski – w powiecie poznańskim w woj. poznańskim, na mocy uchwały nr 33/54 WRN w Poznaniu z dnia 5 października 1954. W skład jednostki weszły obszary dotychczasowych gromad Kokoszczyn, Sady i Tarnowo Podgórne ze zniesionej gminy Tarnowo Podgórne oraz miejscowość Karolewo z dotychczasowej gromady Kobylniki ze zniesionej gminy Rokietnica w tymże powiecie. Dla gromady ustalono 23 członków gromadzkiej rady narodowej.
1 stycznia 1962 do gromady Tarnowo Podgórne włączono obszar zniesionej gromady Lusówko w tymże powiecie.
31 grudnia 1971 do gromady Tarnowo Podgórne włączono obszar zniesionej gromady Przeźmierowo w tymże powiecie.
Gromada przetrwała do końca 1972 roku, czyli do kolejnej reformy gminnej. 1 stycznia 1973 w powiecie poznańskim reaktywowano gminę Tarnowo Podgórne.